# Lijst van bedreigd werelderfgoed
Deze lijst van bedreigd werelderfgoed geeft een overzicht van het werelderfgoed dat door specifieke gevaren (bijvoorbeeld beschadiging, instorting, verdwijning of oorlog) wordt bedreigd. Van de onderstaande locaties heeft de Commissie voor het Werelderfgoed van de UNESCO bepaald om deze op de lijst te plaatsen. Indien de omstandigheden het toelaten, kan een locatie ook van de lijst gehaald worden.
In onderstaande lijst geeft één jaartal aan sinds wanneer een erfgoed op de lijst staat. Twee jaartallen geven aan van wanneer tot wanneer het betreffende erfgoed op de lijst heeft gestaan. Er bestaan erfgoederen die hernieuwd op de lijst geplaatst zijn.

## Afghanistan
- Cultuurlandschap, ruïnes en Boeddha's van Bamyan (2003)
- Minaret en ruïnes van Jam (2002)

## Bolivia
- Potosí (2014)[1]

## Centraal-Afrikaanse Republiek
- Nationaal park Manovo-Gounda St. Floris (1997)

## Democratische Republiek Congo
- Nationaal park Garamba (1984-1992, 1996)
- Nationaal park Kahuzi-Biéga (1997)
- Okapi wildpark (1997)
- Nationaal park Virunga (1994)

## Egypte
- Abu Mena (2001)

## Guinee
- Natuurreservaat Mont Nimba (1992)

## Honduras
- Biosfeerreservaat Río Plátano (1996-2007, 2011)

## Indonesië
- Tropisch regenwoud van Sumatra (2011)

## Irak
- Assur (2003)
- Samarra (2007)
- Hatra (2015)[2]

## Ivoorkust
- Natuurreservaat Mont Nimba (1992)

## Jemen
- Historisch centrum van Zabid (2000)
- Oude stad Sana'a (2015)[3]
- Oude ommuurde stad Shibam (2015)[3]

## Jeruzalem
- Het oude centrum van Jeruzalem en haar stadsmuren (ingediend door Jordanië) (1982)[4]

## Kenia
- Nationale parken van het Turkanameer (2018)[5]

## Libië
- Archeologisch Leptis Magna (2016)[6]
- Archeologisch Sabratha (2016)[6]
- Archeologisch Cyrene (2016)[6]
- Rotstekeningen van Tadrart Acacus (2016)[6]
- Oude stad Ghadames (2016)[6]

## Madagaskar
- Regenwouden van de Atsinanana (2010)

## Mali
- Timboektoe (1990-2005, 2012)[7]
- Tombe van Askia (2012)[7]
- Oude steden van Djenné (2016)[8]

## Mexico
- Eilanden en beschermde gebieden in de Golf van Californië (2019)[9]

## Micronesia
- Nan Madol: ceremonieel centrum van Oost-Micronesia (2016)[10]

## Niger
- Natuurreservaten Air en Ténéré (1992)

## Oekraïne
- Historisch centrum van Lviv (2023)
- Sint-Sofiakathedraal van Kiev (2023)[11]

## Oezbekistan
- Historisch centrum van Sachrisabz (2016)[12]

## Oostenrijk
- Historisch centrum van Wenen (2017)[13]

## Palestina
- Palestina: land van olijven en wijngaarden - Cultuurlandschap van zuidelijk Jeruzalem, Battir (2014)[14]
- Oude stad van Hebron / Al Khalil (2017)[15]
- Klooster van Sint-Hilarion / Tell Umm Amer, (2024)[16][17]

## Panama
- Vestingwerken aan de Caraïbische zijde van Panama: Portobelo San Lorenzo (2012)[18]

## Peru
- Archeologische zone Chan Chan (1986)

## Roemenië
- Mijnlandschap van Roșia Montană (2021)[19]

## Salomonseilanden
- East Rennell (2013)[20]

## Servië/Kosovo
- Middeleeuwse monumenten in Kosovo, inclusief het klooster Visoki Decani, Patriarchaat van Peć Klooster, Gračanica Klooster en Kerk van de Maagd van Leviša (2006)

## Syrië
- Oude stad Damascus (2013)[21]
- Oude stad Bosra (2013)[21]
- Ruïnes van Palmyra (2013)[21]
- Oude stad Aleppo (2013)[21]
- Krak des Chevaliers en Qalat Salah El-Din (2013)[21]
- Oude dorpen van Noord-Syrië (2013)[21]

## Tanzania
- Wildreservaat Selous (2014)[22]

## Venezuela
- Coro met zijn haven (2005)

## Verenigde Staten
- Everglades National Park (1993-2007, 2010)

## Lijst van erfgoederen die op de lijst van het bedreigde werelderfgoed hebben gestaan
Onderstaande erfgoederen hebben op de lijst van het bedreigde werelderfgoed gestaan, maar zijn daarvan verwijderd omdat de specifieke gevaren niet meer aanwezig zijn door bijvoorbeeld een verbetering in het management of de conservatie.
- Kotor, Montenegro (1979[23]–2003)
- Nationaal vogelreservaat Djoudj, Senegal (1984–1988)
- Beschermd gebied van de Ngorongoro, Tanzania (1984–1989)
- Koninklijke paleizen van Abomey, Benin (1985–2007)[24]
- Fort Bahla, Oman (1988–2004)
- Wieliczka-zoutmijn, Polen (1989–1998)
- Dubrovnik, Kroatië (1991–1998)
- Nationaal Park Plitvicemeren, Kroatië (1992–1997)
- Natuurreservaat Srebarna, Bulgarije (1992–2003)
- Angkor, Cambodja (1992–2004)
- Nationaal park Sangay, Ecuador (1992–2005)
- Wildpark Manas, India (1992-2011)
- Yellowstone National Park, Verenigde Staten (1995–2003)
- Nationaal park Ichkeul, Tunesië (1996–2006)
- Biosfeerreservaat Río Plátano, Honduras (1996–2007)
- Nationaal park Simien, Ethiopië (1996-2017)[25]
- Butrint, Albanië (1997–2005)
- Nationaal park Iguaçu, Brazilië (1999–2001)
- Nationaal park Rwenzori Mountains, Oeganda (1999–2004)
- Hampi, India (1999–2006)
- Nationaal park Salonga, Democratische Republiek Congo (1999-2021)[26]
- Nationaal vogelreservaat Djoudj, Senegal (2000–2006)
- Fort en Shalamartuinen in Lahore, Pakistan (2000-2012)[27]
- Rijstterrassen van de Filipijnse Cordilleras, Filipijnen (2001-2012)[27]
- Tipasa, Algerije (2002–2006)
- Kathmandu-vallei, Nepal (2003-2007)[24]
- Bakoe met het Paleis van de Shirvanshah en de Maagdentoren, Azerbeidzjan (2003-2009)[28]
- Nationaal park Comoé, Ivoorkust (2003-2017)[29]
- Dom van Keulen, Duitsland (2004–2006)
- Bam en zijn cultureel landschap, Iran (2004-2013)[30]
- Ruïnes van Kilwa Kisiwani en de ruïnes van Songo Mnara, Tanzania (2004-2014)[31]
- Salpetergroeves Humberstone en Santa Laura, Chili (2005-2019)[32]
- Galapagoseilanden, Ecuador (2007-2010)
- Nationaal park Los Katíos, Colombia (2009-2015)[33][34]
- Historische monumenten van Mtskheta, Georgië (2009-2016)[35][36]
- Gelatiklooster, Georgië (2010-2017)[37]
- Barrièrerif van Belize, Belize (2009-2018)[33][38]
- Geboorteplaats van Jezus: Geboortekerk en de pelgrimsroute, Bethlehem, Palestina (2012-2019)[39][40]
- Nationaal park Salonga, Democratische Republiek Congo (1999-2021)
- Maritieme handelsstad Liverpool, Verenigd Koninkrijk (2012-2021) - Verwijderd van de Werelderfgoedlijst in 2021[41][42]
- Graftomben van koningen van Boeganda in Kasubi, Oeganda (2010-2023)
- Nationaal park Niokolo Koba, Senegal (2007-2024)[43]